# Рефронтоло
Рефро́нтоло (итал. Refrontolo) — коммуна в Италии, располагается в провинции Тревизо области Венеция.
Население составляет 1804 человека, плотность населения составляет 139 чел./км². Занимает площадь 13 км². 
Почтовый индекс — 31020. Телефонный код — 0438.
Покровительницей коммуны почитается святая мученица Маргарита Антиохийская, дева, празднование 20 июля.

## Географическое положение
Коммуна Рефронтоло —  расположенна в провинции Тревизо, примерно в 50 км к северу от Венеции и около 30 км к северу от Тревизо. С населением около 1804 человек, она является третьей наименее населенной коммуной в провинции, уступая только Портобуффоле и Монфумо.

## Климат
Рефронтоло расположена в северной Италии, в области Венето, и имеет умеренный климат с чертами субконтинентального.

## Достопримечательности
Коммуна известна своими живописными холмами, которые с 7 июля 2019 года включены в список Всемирного наследия ЮНЕСКО под названием "Холмы Просекко ди Конельяно и Вальдоббьадене". 
Через Рефронтоло проходит "Дорога Просекко и вин холмов Конельяно и Вальдоббьадене" (итал. Strada del Prosecco e Vini dei Colli Conegliano e Valdobbiadene), учрежденная в 1966 году. Коммуна особенно знаменита производством вина.